# Giro del Veneto 1969
Il Giro del Veneto 1969, quarantaduesima edizione della corsa, si svolse il 20 settembre 1969 su un percorso di 233,8 km (oppure 253 km). La vittoria fu appannaggio dell'italiano Mino Denti, che completò il percorso in 5h52'00", precedendo i connazionali Michele Dancelli e Giancarlo Polidori.

## Ordine d'arrivo (Top 10)
| Pos. | Corridore          | Squadra        | Tempo    |
| ---- | ------------------ | -------------- | -------- |
| 1    | Mino Denti         | Scic           | 5h52'00" |
| 2    | Michele Dancelli   | Molteni        | s.t.     |
| 3    | Giancarlo Polidori | Molteni        | s.t.     |
| 4    | Aldo Moser         | G.B.C.         | s.t.     |
| 5    | Davide Boifava     | Molteni        | s.t.     |
| 6    | Wladimiro Panizza  | Salvarani      | s.t.     |
| 7    | Eraldo Bocci       | Germanvox-Wega | a 1'10"  |
| 8    | Adriano Durante    | Scic           | a 2'20"  |
| 9    | Adriano Passuello  | Filotex        | s.t.     |
| 10   | Renzo Baldan       | G.B.C.         | s.t.     |